# José Simões de Aguiar
José Simões de Aguiar (Viseu, Portugal, 27 de Junho de 1747 - ?, 1797) foi um dos fundadores de São João Nepomuceno de Lavras do Funil em fins do século XVIII, atual cidade de Nepomuceno, Sul de Minas Gerais.
Filho de Bernardo Simões de Aguiar e Thereza Maria, ambos portugueses, casou-se em 11 de fevereiro de 1766 em Piedade do Rio Grande, MG com Rosa Maria Piedade, neta do Capitão-Mor Manuel de Carvalho Botelho e estabeleceram-se posteriormente em Lavras, MG.
Em 07 de Julho de 1795, Simões de Aguiar faz o requerimento junto à Secretaria de Governo da Capitania referente a carta de sesmaria na freguesia das Lavras do Funil, de um Sítio. Estes documentos originais estão preservados no Arquivo Público Mineiro e podem ser consultados livremente pela internet. Juntamente com outros empreendedores, a família Simões de Aguiar inicia o cultivo e povoamento das terras que no futuro se tornariam o município de Nepomuceno. 